# Карагайлінський
Карагайлі́нський (рос. Карагайлинский) — селище у складі Кисельовського міського округу Кемеровської області, Росія.

## Населення
Населення — 4245 осіб (2010; 4436 у 2002).